# نور الدهر علي
نور الدهر علي أو نور الدين علي كان الإمام الثامن والثلاثون لفرع قاسم شاه من الطائفة الإسماعيلية النزارية.
خلف نور الدهر علي والده ذو الفقار علي خليل الله عندما توفي الأخير في آذار 1634 م، حتى وفاته في تشرين الثاني 1671 م. مثل والده، أقام ودُفن في أنجدان، حيث لا يزال شاهد قبره موجودًا حتى يومنا هذا.
وخلفه ابنه علي خليل الله الثاني.